# Billingstad
Billingstad là một làng nằm ở Na Uy.